# Turakowerdyna

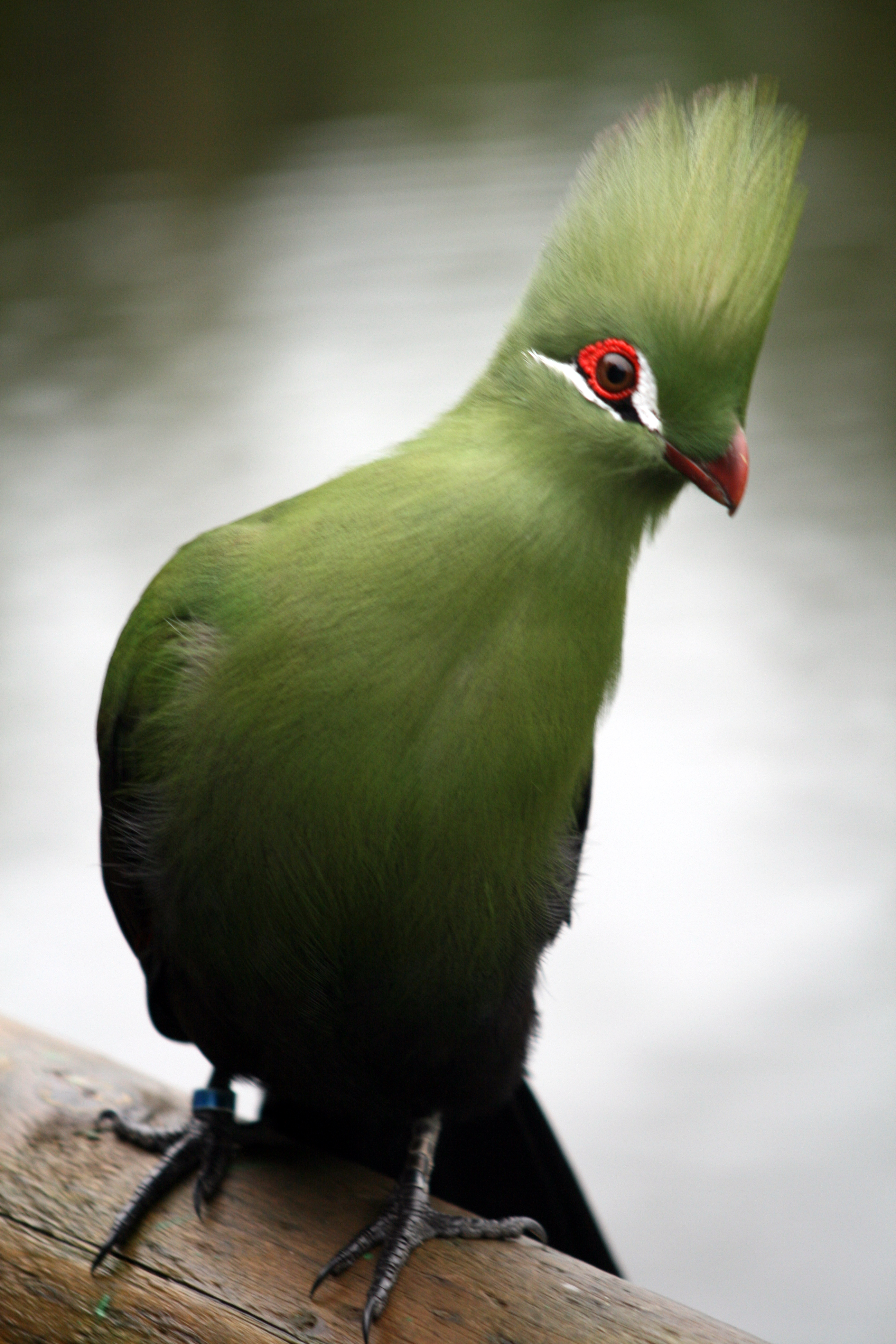
Turakowerdyna nadaje upierzeniu turaków szczególny odcień zieleni, jak np. temu turakowi zielonoczubemu

Turakowerdyna – zielony barwnik organiczny występujący naturalnie w piórach niektórych gatunków ptaków z rodziny turakowatych. Jest jednym z bardzo nielicznych zielonych barwników występujących w ptasich piórach – barwnik o bardzo podobnych właściwościach (możliwe, że identyczny z turakowerdyną) odkryto również u niektórych kuraków i długoszponów. Pióra większości innych gatunków przybierają kolor zielony dzięki załamywaniu się światła na strukturze piór.
Turakowerdyna została po raz pierwszy wyizolowana i opisana w 1882 roku przez C.F.W. Krukenberga.